# Sönam Choglang

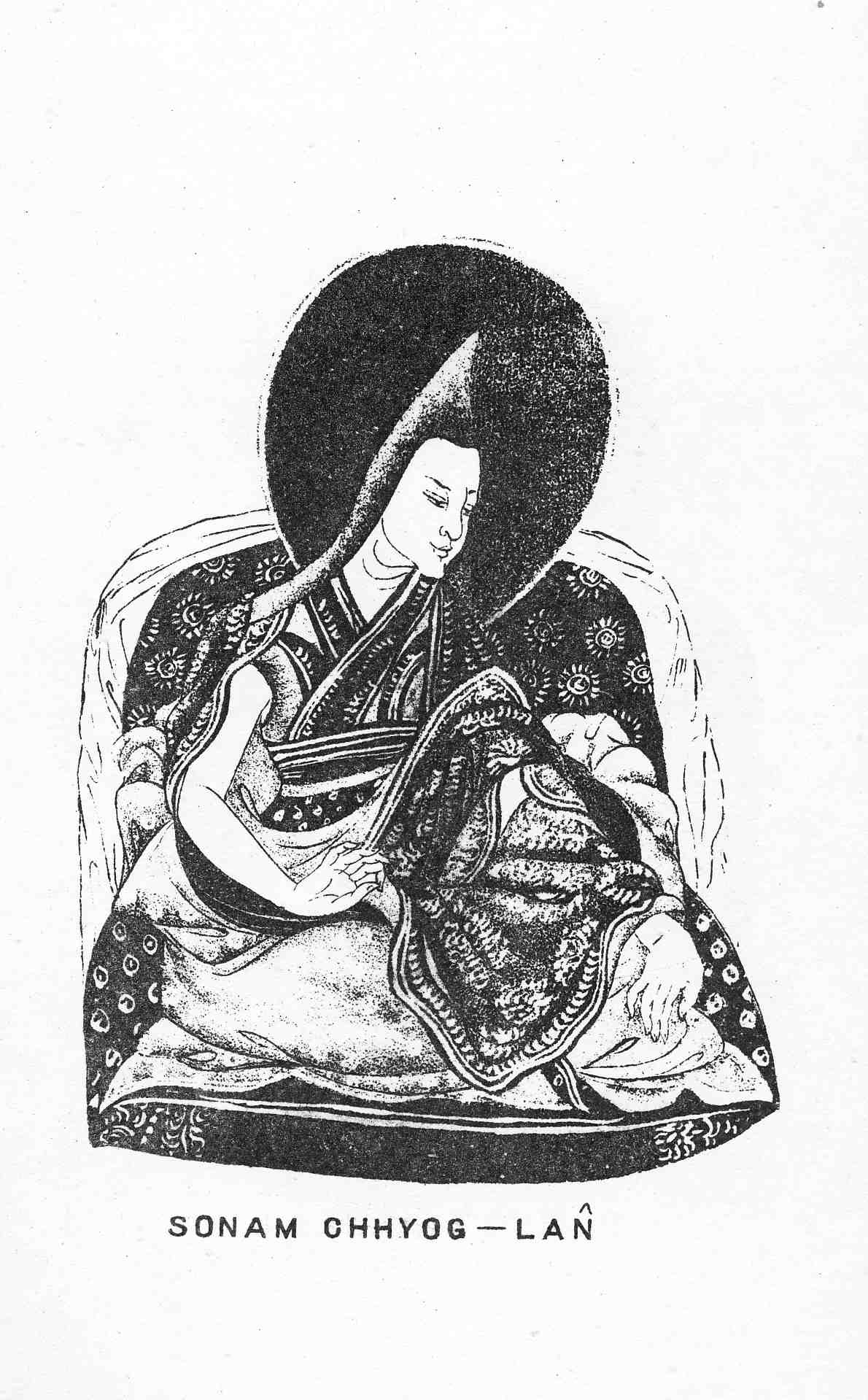
Sönam Choklang

Penchen Sönam Choglang (tib.: pan chen bsod nams phyogs glang; * 1439; † 1504) war Abt des Klosters Trashilhünpo und wurde postum als zweiter Penchen Lama der Gelug-Tradition des tibetischen Buddhismus bezeichnet.